# Team FOG Næstved
Das Team FOG Næstved ist eine Basketballmannschaft aus Næstved in Dänemark. FOG Næstved ist die professionelle Mannschaft des Vereins Næstved Idræts Forening (IF), die ähnlich wie zuvor bereits Næstved BK, 2002 aus dem Verein herausgelöst und selbständig gemacht wurde.

## Geschichte
Im Jahr 2002 schloss Andreas Larsen, Vorsitzender der 1962 im Næstved IF gegründeten Basketballabteilung, einen Sponsorenvertrag mit der Einzelhandelskette FOG SuperBest ab. Ähnlich wie sechs Jahre zuvor die Fußballer im Næstved BK löste man daraufhin die Herrenmannschaft, die bereits seit den 1970er Jahren zwischen erster und teilweise dritter Spielklasse gependelt hatte, aus dem Verein heraus und machte diese als Team FOG Næstved selbständig. Drei Jahre später gelang 2005 die „Rückkehr“ in die höchste dänische Spielklasse Basketligaen. Nach dem Einzug ins Pokalfinale sowie dem achten Platz 2007 und der ersten Play-off-Teilnahme um die dänische Meisterschaft seit dem Aufstieg, stellte man in der folgenden Saison 2007/08 mit Brandon Thomas, später unter anderem in Deutschland bei FC Bayern München und den Artland Dragons, den Most Valuable Player (MVP) der Hauptrundensaison. Zusammen mit dem auslandserfahrenen Thomas Soltau reichte es jedoch in jener Saison nur zum siebten Hauptrundenplatz. Anschließend kam Geof Kotila für die nächsten fünf Jahre als Trainer von den Bakken Bears und die Mannschaft erreichte erstmals das Play-off-Halbfinale und scheiterte im „kleinen Finale“ um die Bronzemedaille der Meisterschaft nur knapp wegen eines Buzzer Beaters. Zwei Jahre später scheiterte man als Hauptrundendritter ebenfalls im kleinen Finale am Gewinn der Bronzemedaille, die man sich schließlich ein Jahr später 2012 sichern konnte.
Nach einem weiteren dritten Platz 2015 zog die Mannschaft aus der Næstved Hallen in die neu errichtete Næstved Arena um. Nachdem der Zuschauerschnitt mit 880 Zuschauern an alter Wirkungsstätte bereits über dem Ligadurchschnitt gelegen hatte, erreichte man an neuer Stätte 1.269 Zuschauer durchschnittlich pro Spiel und überholte damit den Rekordmeister Bakken Bears aus Aarhus als Zuschauerkrösus der Basketligaen. Im Play-off-Halbfinale der Saison 2015/16 blieb man jedoch sieglos gegen den Rekordmeister, konnte aber im kleinen Finale die Bronzemedaille gegen die Hørsholm 79ers verteidigen.
2016 verließ der serbische Trainer Bogdan Karaičić, unter dessen Leitung die Bronzemedaillen 2015 und 2016 erreicht worden waren, die Mannschaft, es kam Milan Škobalj nach Næstved. Škobalj führte Næstved 2017 zum Gewinn des dänischen Pokalwettbewerbs. In der Sommerpause 2018 wurde der US-Amerikaner Christopher Gillet anstelle von Škobalj neuer Trainer. Die Saison 2018/19 wurde als Meisterschaftsdritter beendet. Zwischen 2019 und 2021 hatte Arnel Dedić das Traineramt inne, dem der US-Amerikaner Andrew Hipsher nachfolgte. 2023 wurde man unter Hipshers Leitung dänischer Vizemeister. Der Trainer verließ den Verein anschließend. Nachfolger wurde im Sommer 2023 sein Landsmann Daniel Pearson, der 2022/23 als Co-Trainer beim deutschen Zweitligisten Jena und zuvor als Cheftrainer bei den Reading Rockets (England) sowie in Kanada und in seinem Heimatland gearbeitet hatte. Mit Pearson gewann Næstved im Januar 2024 zum zweiten Mal den dänischen Pokalwettbewerb. In der dänischen Meisterschaft führte er die Mannschaft 2024 in die Endspiele, in denen man den Bakken Bears unterlag.

## Trainer
| Amtszeit         | Name               |
| ---------------- | ------------------ |
| 2001–2003        | Thomas Foldbjerg   |
| 2005–2006        | Vidak Razić        |
| 2006–2007        | Jeppe Kjøller      |
| 05/2007 –12/2007 | Howard Frankel     |
| 12/2007–2008     | Thomas Foldbjerg   |
| 2008–2013        | Geof Kotila        |
| 04/2013 –12/2013 | Félix Bañobre      |
| 12/2013–2016     | Bogdan Karaičić    |
| 2016–2018        | Milan Škobalj      |
| 2018–2019        | Christopher Gillet |
| 2019–2021        | Arnel Dedić        |
| 2021–2023        | Andrew Hipsher     |
| seit 2023        | Daniel Pearson     |

## Bekannte Spieler
- Peter Christensen 1995–2012
- Lars Høirup 2002–13
- Martin Høirup 2002–15
- Petar Popović 2003–07
- Tony Marion 2003–07
- Mickey Dennis 2006–10
- Brandon Thomas 2007/08
- Thomas Soltau 2007/08
- Peter Johansen 2009–12
- Lee Roberts 2010/11
- Corin Henry 2011/12, 2014/15
- Caleb Walker 2012/13, 2015/16
- Alexander Bak 2014–16
- Mads Bonde Stürup 2014–16
- Moritz Lanegger 2016–17
- Carlos Novas Mateo 2019–20
- Zarko Jukić 2019–20
- Mike McGuirl 2022–23[21]